# Ulysses Grant Dubach
Ulysses Grant Dubach (auch U. G. Dubach, * 9. November 1880 in Wathena, Kansas; † 4. September 1972 in Portland, Oregon) war ein US-amerikanischer Politikwissenschaftler.

## Leben

### Familie und Ausbildung
Der aus der im Doniphan County im US-Bundesstaat Kansas gelegenen Kleinstadt Wathena gebürtige Ulysses Grant Dubach, Sohn des Fred Dubach und der Margaret Hautzenrader Dubach, graduierte am Kansas State Teachers College. Er studierte im Anschluss Politikwissenschaft an der Indiana University, 1908 erlangte er den Bachelor of Arts. Er setzte sein Studium an der Harvard University sowie an der University of Wisconsin–Madison fort, 1909 erwarb er an der Harvard University den Titel Master of Arts, 1913 wurde er an der University of Wisconsin–Madison zum Doctor of Philosophy promoviert. 
Der methodistisch getaufte Ulysses Grant Dubach, überzeugter Anhänger der Republikaner, ehelichte am 12. August 1909 Ida Castleberry. Der Beziehung entstammte die Tochter Helen. Dubach verstarb im September 1972 im Alter von 91 Jahren in Portland im US-Bundesstaat Oregon. 

### Beruflicher Werdegang
Ulysses Grant Dubach war im Jahre 1902 als Lehrer an Rural Schools, anschließend in den Jahren 1905 bis 1907 als Superintendent an Schulen im US-Bundesstaat Kansas eingesetzt. Danach gehörte er in den Jahren 1909 bis 1911 in der Funktion eines Instructors in History der Fakultät der Oklahoma University Preparatory School in Tonkawa an. Im Jahre 1913 folgte Dubach einem Ruf als Professor of Political Science an das Oregon State College nach Corvallis. Zusätzlich fungierte er seit 1924 als Departmentleiter sowie erster Dean of Men, 1947 schied er altersbedingt aus. Dubach übersiedelte in der Folge nach Portland, dort wirkte er als Professor of Political Science und Leiter des gleichnamigen Departments am Lewis & Clark College, 1960 wurde er in den Ruhestand verabschiedet.
Der Freimaurer Ulysses Grant Dubach amtierte als Trustee der Foundation for Economic Education, Incorporated. Er war gewähltes Mitglied der Western Political Science Associations, der Sigma Phi Epsilon, der Alpha Kappa Psi, der Phi Kappa Phi, der Blue Key Society und des City Clubs of Portland. Dubach veröffentlichte Aufsätze in wissenschaftlichen Zeitschriften.
Ulysses Grant Dubach zählte zu den führenden Politikwissenschaftlern seiner Zeit. Dubach wurde 1952 mit der Ehrendoktorwürde der Rechte (LL.D.) der Willamette University, 1958 mit dem Doctor of Humane Letters (L.H.D.) des Lewis & Clark College ausgezeichnet. Zu Ulysses Grant Dubachs Ehren wurden an der Oregon State University der U.G. Dubach Chair of Political Science, am Lewis & Clark College der U.G. Dubach Professorship in Political Science ins Leben gerufen. 

## Publikationen
- State Administration of Health. Ph. D. University of Wisconsin--Madison 1913, University of Wisconsin--Madison, Madison, Wis., 1913
- Pan-American relations. in: National Education Association of the United States. Journal of proceedings and addresses, 1917, 1917
- zusammen mit John A. Lapp: The government of Oregon : supplement to Our America, the element of civics. Bobbs-Merrill Company, Indianapolis, Ind., 1919
- Book Review: The Rome-Berlin Axis. in: The Western Political Quarterly. Volume 2, Issue 4. University of Utah, Salt Lake City, 1949, S. 640.